# Zawe Ashton
Zawe Ashton, född 25 juli 1984 i London, är en brittisk skådespelare.
Ashton har bland annat medverkat i TV-serierna Brottsplats Edinburgh 2011–2013, Fresh Meat 2011–2016. Hon har även medverkat i filmen Nocturnal Animals från 2016, och The Marvels från 2023.

## Filmografi (i urval)
- 2009 – St. Trinian's II
- 2011–2013: Brottsplats Edinburgh
- 2011–2016: Fresh Meat
- 2016: Nocturnal Animals
- 2019: Velvet Buzzsaw
- 2023: The Marvels